# Junonia zipha
Junonia zipha är en fjärilsart som beskrevs av Butler 1869. Junonia zipha ingår i släktet Junonia och familjen praktfjärilar. Inga underarter finns listade i Catalogue of Life.